# Jimmy Binning
James Binning, detto Jimmy (Blantyre, 25 luglio 1927 – ...), è stato un calciatore scozzese, di ruolo difensore.

## Carriera

### Club
Ha giocato nella prima divisione scozzese.

### Nazionale
Nel 1954 è stato convocato ai Mondiali, nei quali non è però mai sceso in campo.